# Giporlos
Giporlos (Bayan ng Giporlos) är en kommun i Filippinerna. Kommunen ligger på ön Samar, och tillhör provinsen Östra Samar. Folkmängden uppgår till 10 218 invånare.

## Barangayer
Giporlos är indelat i 18 barangayer.
| - Barangay 1 (Pob.) - Barangay 2 (Pob.) - Barangay 3 (Pob.) - Barangay 4 (Pob.) - Barangay 5 (Pob.) - Barangay 6 (Pob.) - Barangay 7 (Pob.) - Barangay 8 (Pob.) - Biga - Coticot | - Gigoso - Huknan - Parina - Paya - President Roxas - San Miguel - Santa Cruz (Cansingkol) - San Isidro (Malabag) |